# 애거사 크리스티
애거사 크리스티(본명: Dame Agatha Christie, Lady Mallowan, DBE, 1890년 9월 15일 ~ 1976년 1월 12일)는 영국의 추리 소설 작가이다. 메리 웨스트매컷(Mary Westmacott)이란 필명으로 연애 소설을 집필하기도 하였으나, 80여 편의 추리 소설에서 애거서 크리스티란 이름으로 대중에게 널리 알려졌다. 그녀가 창조해 낸 벨기에의 명탐정 에르퀼 푸아로와 제인 마플은 대중적인 사랑을 받았으며, 그녀는 추리 소설 장르에서 주목받는 작가로서 추리 소설의 여왕이라 불린다.
그녀의 작품은 영어권에서 10억 부 이상 팔렸으며 103개의 언어로 번역된 다른 언어판 역시 10억 부 이상 판매되어 기네스 세계 기록에 등재되었다. 'Index Translationum'에 의하면, 크리스티의 작품은 세계적으로 가장 많이 번역되었다. 또한 그녀의 희곡 《쥐덫》은 1955년 런던에서 초연된 이래 2012년 11월까지 공연되었다.

## 생애
애거사 크리스티는 1890년 영국 데번주 토키에서 태어났다. 아버지 프레드릭 밀러는 부유한 미국인이었으며 어머니 클라라 보머는 영국 귀족이었다. 그녀는 11세 연상의 언니와 10세 연상의 오빠가 있었으며 아버지는 그녀가 태어난 지 얼마 안 되어 사망하였다. 그녀는 어머니로부터 집에서 교육받았고 16세 때 노래와 피아노를 배우기 위해 파리로 갔다.
그녀는 1914년 영국 항공대의 대령이었던 아치벌드 크리스티와 첫 결혼을 하였으나 결혼 생활은 평탄하지 않았다. 둘 사이에서 1919년 크리스티의 외동딸인 로절린드 힉스가 태어났다.
그녀는 제1차 세계 대전 동안 병원의 약국에서 일했으며, 그녀의 소설에 시안화물, 라이신, 탈륨 등의 독극물이 자주 등장하는 것은 이 시기의 경험 때문이다.
버크셔주 서닝데일에 살던 1926년 12월 8일, 그녀는 10일째 행방 불명이었고 언론의 주목을 받았다. 그녀의 차는 서리주 뉴렌즈 코너의 백악 광산에서 발견되었다. 그녀는 해러게이트의 호텔에서 발견되었으며 그즈음 남편이 업무상 만나던 여자의 이름으로 호텔에 머무르고 있었다. 당시 애거사 크리스티는 어머니의 갑작스런 죽음과 남편의 의처증 때문에 신경쇠약과 배회증이 발병하여 고통받고 있었다.
1930년 애거사 크리스티는 14세 연하였던 고고학자인 맥스 맬로원과 재혼하였다. 두 번째 결혼은 평탄하였으며 남편과 함께 중동을 여행한 경험이 소설에 반영되었다.
1971년 대영 제국 훈장 2등급(DBE, 작위급 훈장)을 받았으며 1976년 85세의 나이로 사망하였다. 외동딸 로절린드 힉스 역시 2004년 85세의 나이로 사망하여 현재 그녀의 손자인 매슈 프리처드(Mathew Prichard)가 그녀의 저작권을 행사하고 있다. 크리스티의 소설들의 한국어판은 줄곧 번역되어 왔으나, 정식 한국어판은 황금가지의 《애거사 크리스티 전집》 시리즈이다.

## 추리소설
애거사 크리스티가 쓴 추리 소설은 아래의 표와 같다.
| 출간년도 | 제목                                  | 등장인물                                                 |
| -------- | ------------------------------------- | -------------------------------------------------------- |
| 1920     | 《스타일스 저택의 괴사건》            | 에르퀼 푸아로, 아서 헤이스팅스, 수사반장 제프            |
| 1922     | 《비밀 결사》                         | 토미와 터펜스                                            |
| 1923     | 《골프장 살인 사건》                  | 에르퀼 푸아로, 아서 헤이스팅스                           |
| 1924     | 《갈색 양복의 사나이》                | 앤 베딩펄드, 레이스 대령                                 |
| 1925     | 《침니스의 비밀》                     | 배틀 총경                                                |
| 1926     | 《애크로이드 살인 사건》              | 에르퀼 푸아로                                            |
| 1927     | 《빅 포》                             | 에르퀼 푸아로, 아서 헤이스팅스, 수사반장 제프            |
| 1928     | 《블루 트레인의 수수께끼》            | 에르퀼 푸아로                                            |
| 1929     | 《세븐 다이얼스 미스터리》            | 빌 에버슬레이, 배틀 총경                                 |
| 1930     | 《목사관의 살인》                     | 미스 마플                                                |
| 1930     | 《신비의 사나이 할리 퀸》             | 할리 퀸, 새터스웨이트 씨                                 |
| 1931     | 《시태퍼드 미스터리》                 | 에밀리 트레퍼시스                                        |
| 1932     | 《엔드하우스의 비극》                 | 에르퀼 푸아로, 아서 헤이스팅스, 수사반장 제프            |
| 1933     | 《에지웨어 경의 죽음》                | 에르퀼 푸아로, 아서 헤이스팅스, 수사반장 제프            |
| 1934     | 《오리엔트 특급 살인》                | 에르퀼 푸아로                                            |
| 1934     | 《왜 에번스를 부르지 않았지?》        |                                                          |
| 1935     | 《3막의 비극》                        | 에르퀼 푸아로, 새터스웨이트 씨                           |
| 1935     | 《구름 속의 죽음》                    | 에르퀼 푸아로, 수사반장 제프                             |
| 1936     | 《ABC 살인 사건》                     | 에르퀼 푸아로, 아서 헤이스팅스, 수사반장 제프            |
| 1936     | 《메소포타미아의 살인》               | 에르퀼 푸아로                                            |
| 1936     | 《테이블 위의 카드》                  | 에르퀼 푸아로, 레이스 대령, 배틀 총경, 아리아드네 올리버 |
| 1937     | 《벙어리 목격자》                     | 에르퀼 푸아로, 아서 헤이스팅스                           |
| 1937     | 《나일강의 죽음》                     | 에르퀼 푸아로, 레이스 대령                               |
| 1938     | 《죽음과의 약속》                     | 에르퀼 푸아로                                            |
| 1938     | 《푸아로의 크리스마스》               | 에르퀼 푸아로                                            |
| 1939     | 《위치우드 살인사건》                 | 배틀 총경                                                |
| 1939     | 《그리고 아무도 없었다》              |                                                          |
| 1940     | 《슬픈 사이프러스》                   | 에르퀼 푸아로                                            |
| 1940     | 《하나, 둘, 내 구두에 버클을 달아라》 | 에르퀼 푸아로, 수사반장 제프                             |
| 1941     | 《백주의 악마》                       | 에르퀼 푸아로                                            |
| 1941     | 《N 또는 M》                          | 토미와 터펜스                                            |
| 1942     | 《서재의 시체》                       | 미스 마플                                                |
| 1942     | 《다섯 마리 아기 돼지》               | 에르퀼 푸아로                                            |
| 1942     | 《움직이는 손가락》                   | 미스 마플                                                |
| 1944     | 《0시를 향하여》                      | 배틀 총경, 제임스 리치 경위                              |
| 1944     | 《마지막으로 죽음이 오다》            |                                                          |
| 1945     | 《빛나는 청산가리》                   | 레이스 대령                                              |
| 1946     | 《할로 저택의 비극》                  | 에르퀼 푸아로                                            |
| 1948     | 《밀물을 타고》                       | 에르퀼 푸아로                                            |
| 1949     | 《비뚤어진 집》                       | 찰스 헤이워드                                            |
| 1950     | 《살인을 예고합니다》                 | 미스 마플                                                |
| 1951     | 《그들은 바그다드로 갔다》            |                                                          |
| 1952     | 《맥긴티 부인의 죽음》                | 에르퀼 푸아로, 아리아드네 올리버                         |
| 1952     | 《They Do It with Mirrors》           | 미스 마플                                                |
| 1953     | 《장례식을 마치고》                   | 에르퀼 푸아로                                            |
| 1953     | 《A Pocket Full of Rye》              | 미스 마플                                                |
| 1954     | 《목적지 불명》                       |                                                          |
| 1955     | 《히코리 디코리 독》                  | 에르퀼 푸아로                                            |
| 1956     | 《Dead Man's Folly》                  | 에르퀼 푸아로, 아리아드네 올리버                         |
| 1957     | 《패딩턴발 4시 50분》                 | 미스 마플                                                |
| 1958     | 《누명》                              |                                                          |
| 1959     | 《비둘기 속의 고양이》                | 에르퀼 푸아로                                            |
| 1961     | 《창백한 말》                         | 르죈 경위, 아리아드네 올리버                             |
| 1962     | 《깨어진 거울》                       | 미스 마플                                                |
| 1963     | 《시계들》                            | 에르퀼 푸아로                                            |
| 1964     | 《카브리 해의 미스터리》              | 미스 마플                                                |
| 1965     | 《버트램 호텔에서》                   | 미스 마플                                                |
| 1966     | 《세 번째 여자》                      | 에르퀼 푸아로, 아리아드네 올리버                         |
| 1967     | 《끝없는 밤》                         |                                                          |
| 1968     | 《엄지손가락의 아픔》                 | 토미와 터펜스                                            |
| 1969     | 《핼러윈 파티》                       | 에르퀼 푸아로, 아리아드네 올리버                         |
| 1970     | 《프랑크푸르트행 여행자》             |                                                          |
| 1971     | 《네메시스》                          | 미스 마플                                                |
| 1972     | 《코끼리는 기억한다》                 | 에르퀼 푸아로, 아리아드네 올리버                         |
| 1973     | 《운명의 문》                         | 토미와 터펜스                                            |
| 1975     | 《커튼》                              | 에르퀼 푸아로, 아서 헤이스팅스                           |
| 1976     | 《잠자는 살인》                       | 미스 마플                                                |

## 서훈
- 1956년 대영 제국 훈장 3등급(CBE)[2]
- 1971년 대영 제국 훈장 2등급(DBE, 작위급 훈장)[3]

## 주해
1. ↑   원제 Cat among the pigeons는 평지풍파를 일으킨다는 뜻이 있음. 비둘기 무리에 뛰어든 고양이가 어떻게 행동할지는 뻔하다는 의미에서,
2. ↑   에르퀼 푸아로 사망

## 같이 보기
- 애거사상